# Anna Kerth
Anna Kerth (ur. 1 listopada 1980 w Gdańsku) – polska aktorka filmowa, telewizyjna i teatralna, a także life coach.

## Życiorys

### Edukacja
Jest absolwentką II LO w Gdańsku (z 1999) oraz PWST w Krakowie (z 2003). Skończyła również intensywny kurs aktorski i otrzymała certyfikat American Conservatory Theatre w San Francisco.

### Kariera
Po ukończeniu studiów pracowała w Teatrze im. W. Siemaszkowej w Rzeszowie, gdzie debiutowała rolą Ona w spektaklu Bogusława Schaeffera Audiencja III, czyli Raj Eskimosów w reżyserii Grzegorza Matysika. Jej następne ważniejsze kreacje teatralne to m.in.: rola Wendy w O mało co (reż. Paweł Pitera), Ala w Tangu Sławomira Mrożka (reż. Jacek Bunsch) oraz Abbie w Pożądaniu w cieniu wiązów (reż. Grzegorz Bral).
Zagrała w słuchowisku pt. Brzytwy Kata Sellingera (reż Henryk Rozen), które otrzymało Grand Prix dla najlepszego teatru radiowego na festiwalu „Dwa Teatry” w Sopocie. W 2014 nagrała dla Teatru Polskiego Radia monodram pt. Dziennik Biurwy, czyli serio jestem normalna w reż. Julii Mark. Można ją usłyszeć również w słuchowiskach Wiedźmin w reż. Janusza Kukuły.
Przez sześć lat mieszkała w Edynburgu, gdzie miała swój debiut w filmie pełnometrażowym Running in Traffic, w którym zagrała główną rolę żeńską, za którą była nominowana do szkockiej nagrody BAFTA. Zagrała również w kilku krótkometrażowych filmach i serialach brytyjskiej produkcji, a także zagrała Królową Izabelę w spektaklu Venezuela Viva (reż. C. Lizarragi, Tomasz Borkowy).
Polskiej publiczności znana głównie z serialu telewizyjnego Na Wspólnej, w którym od 2006 wciela się w rolę Małgorzaty Zimińskiej.
Użycza również swojego głosu jako lektorka w medialnych spotach reklamowych. Ponadto zajmuje się także prowadzeniem różnych wydarzeń i imprez masowych od strony konferansjerskiej oraz udziela się jako life coach prezentując autorską metodę pracy z ciałem i umysłem.

## Życie prywatne
16 sierpnia 2015 wyszła za mąż za Michała Gosiewskiego. Mają dwóch synów – pierwszy, Jakub, urodził się w kwietniu 2017, a drugi urodził się w sierpniu 2019.

## Filmografia
- 2004: Katatonia – Marta
- od 2006: Na Wspólnej – jako Małgorzata Zimińska
- od 2007: River City – Lena Kruasky[11]
- 2007–2009: Tylko miłość – dziewczyna w kawiarni, w której przesiadywał Zdzisław Bogusz
- 2008: Wydział zabójstw – Renata Olszak (odc. 34)
- 2008: Last supper – matka
- 2009: Londyńczycy 2 – policjantka (odc. 6)
- 2009: Running in Traffic – Kayla Golebiowski[12]
- 2009: Personal Affairs – Lena (odc. 4)
- 2009–2010: Majka – Iwona
- 2010: Plebania – Dorota Wróbel
- 2010: Nowa – recepcjonistka (odc. 11)
- 2011: Układ warszawski – Magda (odc. 8)
- 2012: Hotel 52 – Alicja (odc. 73)
- 2013: Komisarz Alex – kobieta w parku (odc. 47)
- 2013: Jak głęboki jest ocean? – Monica[13]
- 2014: Ojcze masz – pani doktor[14]
- 2014: Na dystans – matka[15]
- 2015: Na dobre i na złe – Magda[16]
- 2015: O mnie się nie martw – Zuzanna Waltz[17]
- 2015: Prawo Agaty – Klaudia Górska[18]
- od 2022: M jak miłość – doktor Ewa Kalinowska

## Dubbing
- 2008: Mia i Migunki